# Mittelägypten
Mittelägypten ist die moderne Bezeichnung für den Teil Ägyptens zu beiden Seiten des Nils, der vom heutigen Bani Suwaif bis zum heutigen Qina reicht. Er bildet den Nordteil des altägyptischen Oberägyptens, das aber heutzutage nur dessen Südteil kennzeichnet. Gelegentlich wird auch noch das Gebiet südlich hiervon bis nach Luxor mit einbezogen.
Er umfasst die Gouvernements Bani Suwaif, al-Minya, Asyut und Sauhadsch. Im Norden schließt sich Unterägypten, im Süden Oberägypten an.
Die Region ist seit prädynastischer Zeit besiedelt. Zahlreiche Denkmäler belegen die Bedeutung in altägyptischer Zeit. Hier befinden sich mit Beni Hasan, Dair al-Berscha, Mair und Asyut die bedeutendsten Gaufürstengräber der Ersten Zwischenzeit und des Mittleren Reiches. Südlich von al-Minya befindet sich mit Amarna die ehemalige Hauptstadt Echnatons am Ende der 18. Dynastie.
Weiterhin befinden sich in diesem Gebiet die bedeutendsten koptischen Klosteranlagen Ägyptens, der Großteil der koptischen Christen ist hier angesiedelt. Zu den bedeutenden Klosteranlagen gehören Bawit (bei Asyut), das Weiße und Rote Kloster westlich von Sohag und das Dair al-Muharraq südlich von Mallawi.
Mittelägypten gelangte Anfang der 1990er Jahre zu trauriger Berühmtheit als Zentrum der radikalen Muslimbruderschaft; besonders in Asyut. Dort ereigneten sich die meisten Anschläge auf Touristen und Sicherheitskräfte, was den Tourismus in dieser Region zusammenbrechen ließ. Erst seit Ende der 1990er Jahre gilt das Gebiet wieder als sicher, obwohl dies nur mit massiver Polizeipräsenz sichergestellt wird.